# Гундлах, Хуан
Хуан Кристобаль Гундлах (исп. Juan Cristóbal Gundlach, имя при рождении Иоганн Кристоф Гундлах — нем. Johannes Christoph Gundlach; 17 июля 1810, Марбург, Гессен — 17 марта 1896, Гавана) — кубинский натуралист немецкого происхождения, открывший, в подробностях описавший и зарисовавший фауну острова, в том числе многие виды птиц, ряд которых (например, кубинский ястреб) названы его именем.

## Биография
Хуан Гундлах был сыном профессора физики и математики.  В результате отдачи приклада ружья в область носа  после случайного выстрела потерял чувство обоняния. Благодаря этому обстоятельству оказался способен работать в качестве таксидермиста, а также с трупами в стадии разложения. В 1837 году он окончил учёбу и получил докторскую степень. В ноябре 1838 года он принял приглашение однокурсника из Голландской Гвианы (Суринам), поработать в качестве собирателя животных и исследователем в Южной Америке. Вместо этого 1839 году он поселился на Кубе и основал в Карденасе операционную базу. В 1852 году Гундлах переехал в Гавану, где познакомился с кубинским натуралистом Фелипе Поэем. Вместе они совершили поездки в восточную часть Кубы, где Гундлах собирал экземпляры с 1856 по 1859 год. В одной из этих экспедиций он обнаружил кубинскую ночную ящерицу (Cricosaura typica), научное описание которой он сделал вместе Вильгельмом Петерсом в 1863 году. К орнитологическим находкам Гундлаха принадлежит обнаруженный в 1844 году колибри-пчёлка, самый маленький вид колибри в мире.
В 1864 году Гундлах основал в Гаване первый кубинский музей естественной истории, которым сегодня управляет Кубинский институт книги. Во время кубинского восстания против Испании с 1868 по 1878 год Гундлаху пришлось прервать свою работу на Кубе. Поэтому в 1873 году он начал свои исследования в Пуэрто-Рико, а в 1878 году он представил первый обширный список пуэрто-риканской авифауны с 153 видами. Затем он проводил исследования по метаморфозу антильских листовых лягушек. В 1884 году он продолжил свою деятельность в качестве собирателя в восточной части Кубы. В 1887 году он совершил свою последнюю поездку в возрасте 76 лет.

## Эпонимы
В честь Гундлаха названы многие виды животных, например кубинский ястреб (Accipiter gundlachi), кубинский виреон (Vireo gundlachii) и другие. Также многие таксоны растений были названы немецким ботаником Игнацом Урбаном в честь учёного.

## Избранные труды
- Catalogo de las aves cubanas, 1873
- Catálogo de los reptiles cubanos, 1875
- Contribucion á la ornitologia cubana, 1876
- Contribucion a la mamalogia cubana, 1877
- Contribucíon a la erpetología cubana, 1880
- Apuntes para la fauna Puerto-Riqueña, 1881
- Contribución a la entomología cubana, (Tomo I). Lepidópteros., 1881
- Contribución a la entomología cubana, (Tomo II). Himenópteros., 1886
- Contribución a la entomología cubana, (Tomo III). Neurópteros, coleópteros, ortópteros…, 1891
- Ornitología cubana ó Catálogo descriptivo de todas las especies de aves tanto indígenas como de paso anual o accidental observadas en 53 años, 1893